# Galerie Neotu
 (décembre 2022).
Néotù est une galerie de mobilier contemporain, fondée en 1984 à Paris par Gérard Dalmon (1945) et Pierre Staudenmeyer (1952-2007). En 1990, Néotù a ouvert une galerie à New York. Elle a arrêté son activité à la fin de 2001.

## Designers
De 1984 à 2001, Neotu a présenté des meubles et des objets, de designers, d'architectes et d'artistes de renommée internationale.

### Designers édités par Neotu
Il s'agit des designers dont les créations ont été éditées par Neotu. Ces créations ont été éditées et souvent directement produites par Neotu en série limitée ou en pièce unique. Ces créations très nombreuses, Neotu a édité entre 1984 et 2001 près de 800 modèles, apparaissent parfois dans les diverses brochures commerciales de Neotu.
- Christian Biecher
- Ronan et Erwan Bouroullec
- Matali Crasset
- Sylvain Dubuisson
- Epinard Bleu :
  - Frédéric Druot, Jean-Luc Goulesque, Patrick Jean, Luis Filipe Pais de Figueiredo, Jacques Robert, Jean-Charles Zebo
- Dan Friedman
- Olivier Gagnère
- Élisabeth Garouste & Mattia Bonetti
- Éric Jourdan
- Jasper Morrison
- Pucci De Rossi
- Éric Schmitt
- Borek Sipek
- Martin Szekely

### Designers présentés par Neotu
Il s'agit de designers invités par Neotu ou ayant participé à des expositions thématiques montrées dans les galeries de Paris et New York.
- Ron Arad
- Andrea Branzi
- Peter Bremers
- Tom Dixon
- Jean-Paul Gaultier
- Zaha Hadid
- Michael Graves
- Gaetano Pesce
- Ettore Sottsass
- Nanda Vigo
- Sylvie Corbelin

#### Brochures Neotu
- 1985 : Onze Lampes, éd. de la galerie Neotu, Paris, 1985, 16 p. (voir la brochure)

#### Livres et catalogues
- 1986 : Le Style des années 80, Sophie Anargyros, éd. Rivages/Style, Paris, 1986, 111 p.  (ISBN 2-869-30032-8)
- 1987 : The New Furniture: Trends + Traditions, Peter Dormer, éd. Thames and Hudson, New York, 1987, 208 p.  (ISBN 0-500-23492-2)
- 1987 : International Design Yearkbook 3, Philippe Starck, éd. Abbeville Press, New York, 1987, 240 p.  (ISBN 0-896-59765-2)
- 1998 : Design aujourd'hui, Christine Colin, éd. Flammarion, Paris, 1988, 191 p.  (ISBN 2-080-12097-2)
- 1988 : MDF des créateurs pour un matériau : Exposition, Jouy-en-Josas, 24 avril-22 mai 1988, éd. de la Fondation Cartier, Paris, 1988, 45 p.  (ISBN 2-869-25019-3)
- 1988 : Berlin: les avant-gardes du mobilier : 6 septembre-3 octobre 1988, Galerie des Breves du CCI, Centre G. Pompidou, Galerie VIA, Galerie NEOTU, Paris, Angela Schönberger, Centre de création industrielle, éd. du Centre Pompidou, Paris, 1988, 61 p.
- 1990 : Union des Arts Français, New Art Fair'90 in Chicago, éd. UAF, Paris/New York, 1990, 14 p.
- 1990 : New Italian Design, Nally Bellati, éd. Rizzoli, New York, 1990, 203 p.  (ISBN 0-847-81258-8)
- 1991 : Chicago International New Art Form, Catalogue, éd. Lakeside Group Inc., Chicago, 1991, 172 p.
- 1992 : International Design Yearbook 7', Andrée Putman, éd. Abbeville Press, New York, 1992, 240 p.  (ISBN 1-558-59285-7)
- 1992 : Sylvain Dubuisson, éd. de l'AFAA, Paris, 1992, 72 p.  (ISBN 2-865-45094-5)
- 1992 : Colour Comedies, éd. Nieswand Verlag, Kiel, 1992, 64 p.  (ISBN 3-926-04890-5)
- 1992 : La France à l'Exposition universelle, Séville 1992: facettes d'une nation, Régis Debray, éd. Flammarion, Paris, 1992, 687 p.  (ISBN 2-080-35202-4)
- 1993 : International Design Yearbook 8, Borek Sipek, éd. Abbeville Press, New York, 1993, 240 p.  (ISBN 1-558-59428-0)
- 1994 : International Design Yearbook 9, Ron Arad, éd. Abbeville Press, New York, 1994, 240 p.  (ISBN 1-558-59831-6)
- 1994 : The Design Encyclopedia, Mel Byars, éd. John Wiley & Sons, New York, 1994,  (ISBN 0-471-02455-4)
- 1995 : Martin Szekely meublier-designer, Brigitte Fitoussi, Didier Krzentowski, Pierre Staudenmeyer, Christian Schlatter, éd. Hazan, Paris, 1995, 182 p.  (ISBN 2-865-45139-9)
- 1995 : Les années 80, Anne Bony, Les éd. du Regard, Paris, 1995, 694 p.  (ISBN 2-841-05038-6)
- 1996 : International Design Yearbook 11', Alexandro Mendini, éd. Abbeville Press, New York, 1996, 240 p.  (ISBN 0-789-20209-3)
- 1998 : Le Mobilier Français : 1960-1998, Yvonne Brunhammer & Marie-Laure Perrin, éd. Charles Massin, Paris, 1998, 250 p.  (ISBN 2-707-20338-6)
- 1999 : Inside Out, Catalogue publié à l'occasion de l'exposition de Christian Ghion à la Galerie Neotu, Paris, 12 p.
- 2004 : The Design Encyclopedia, Mel Byars, éd. Laurence King Publishing & The Museum of Modern Art, London & New York, 2004, 832 p.  (ISBN 0-870-70012-X)
- 2007 : Pierre Staudenmeyer et la Galerie Neotu, AZIMUTS#29, Constance Rubini, éd. AZIMUTS, Cité du Design, Saint-Étienne, 2007, 111 p.  (ISBN 978-2-912808-07-3)
- 2009 : Les Années Staudenmeyer, 25 ans de design en France, sous la direction de Chloé Braunstein-Kriegel, éd. Norma, 527 p.  (ISBN 978-2915542257)

#### Magazines
- 1984 : City Magazine International#3, Société de presse et d'éditions, Genève, 1984, 84 p.
- novembre 1985, Intramuros no 3, « Les légendes de Pierre Staudenmeyer »
- janvier/février 1987, Intramuros no 10, « Les best-sellers des nouveaux éditeurs »
- juillet/août 1990, Paris Tête d’affiche, « Du côté de chez Neotu »
- Intramuros, « Portrait, Pierre Staudenmeyer et Gérard Dalmon »
- Intérieurs, « Neotu un modèle sur le divan »
- 1993 : Design Museum Map, AXIS#47 World Design Journal, Tokyo, 1993, 160 p.
- mai 1997, Connaissance des arts no 539, « 1986-1996, la décennie charnière du design »
- 2000 : Salon du meuble de Paris/Off event, AXIS#34 Design with a name, Tokyo, 2000, 160 p.
- 21 juin 2002, Le Courrier du meuble et de l'habitat, « Neotu tire sa révérence à Beaubourg »

#### Galeries spécialisées dans les arts décoratifs et le design
- Galerie Kreo
- Galerie Mouvements Modernes

#### Designers de renommée internationale
- Ron Arad
- Ronan et Erwan Bouroullec
- Andrea Branzi
- Matali Crasset
- Sylvain Dubuisson
- Mattia Bonetti
- Michael Graves
- Zaha Hadid
- Jasper Morrison
- Ettore Sottsass
- Bořek Šípek
- Martin Szekely